# 豆漿

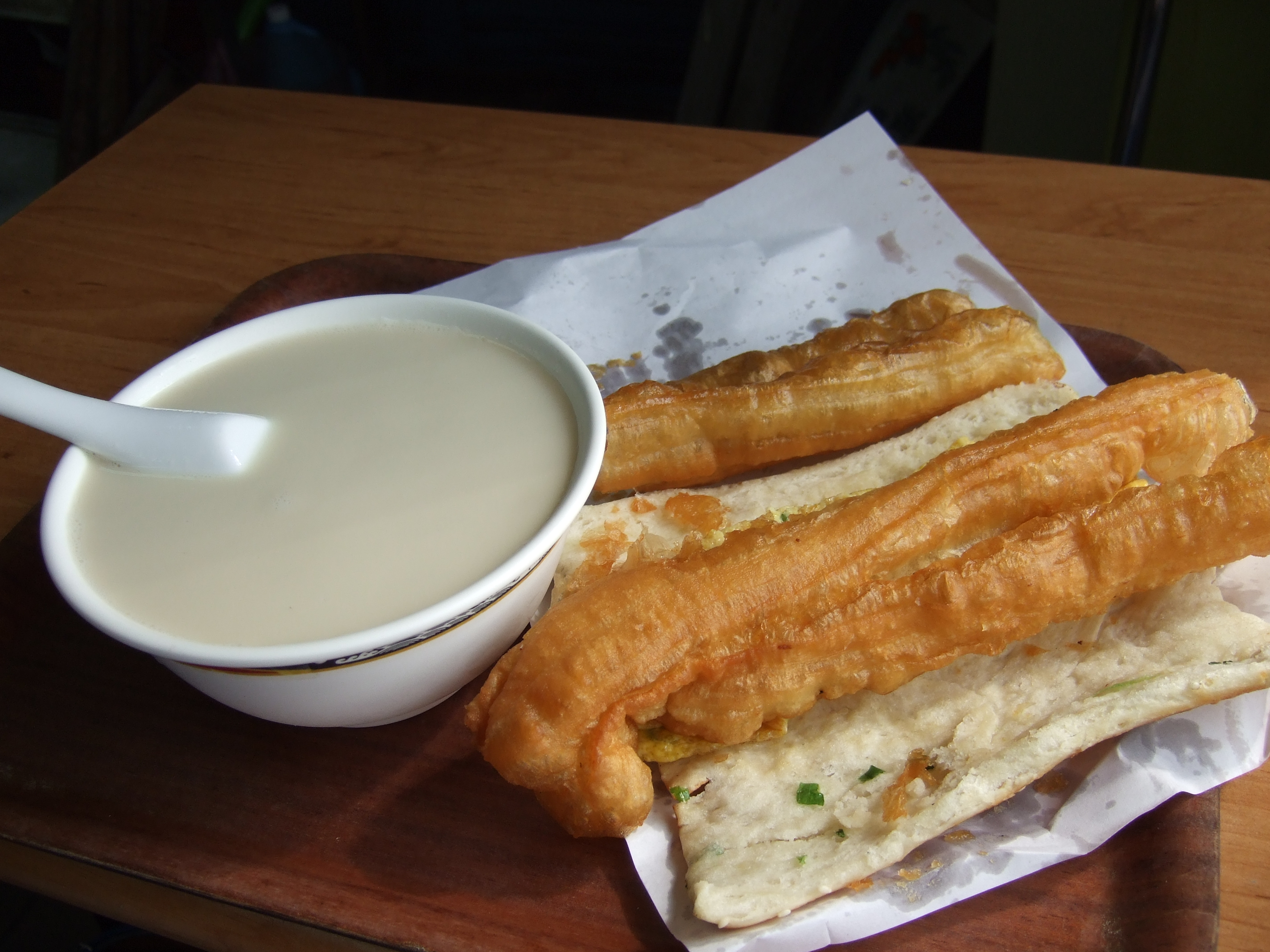
豆漿と油条

豆漿（ドウジャン、豆漿、dòujiāng）とは、中国語圏のおける特殊な豆乳のことを指し、甘い、塩酸っぱい、黒いの3種類がある。中国や台湾、シンガポール、マレーシアといった中華圏全体に広く分布している。

## 定義
中国語圏では、「豆乳」と「豆漿」は全く別物と認識されている。
- 「豆乳」は中国語で「豆奶」と表記され、乳糖不耐症の患者にとって牛乳の代替品としての役割を果たしている[1][2]。
- 「豆漿」は中国の伝統的な食品とされており、甘いドリンクとしての西洋の豆乳とは異なるものと認識されている[3][4]。豆漿は火鍋やスープなどの料理に使われる「食材」としての側面が強い[5]。

種類としては以下の3種類がある。
- 甘いものは中国語で「甜豆漿」（ティエンドウジャン、tián dòujiāng）という。「甜」は日本語の「甘」の意。包子などの中華風の朝食とともに、温かい豆乳に砂糖を加えたものを飲んだり、また、これに油条を浸して食べたりする習慣がある。
- 塩酸っぱいものは中国語で「鹹豆漿」（シェンドウジャン、xián dòujiāng）という。「鹹」は日本語の「塩」の繁体字。薄味の塩味と旨味の強い出汁や、酸味の酢を加え、浅葱と細かく切った油条を載せたもので、小さく凝集したおぼろ豆腐が含まれる。朝粥のような感覚で楽しむ「食べる豆乳」である。
- 黒いものは中国語で「黒豆漿」（ヘイドウジャン、hei dòujiāng）という。その名の通り、黒豆で作られた豆漿であり、甘いものしかない。

## 概要
食堂、街頭の露天商、ホテルの朝食などで提供されており、カップやポリ袋に入れて買って帰ることも一般的である。また、中国ではミキサー以外にも、家庭用の自動豆乳製造機も売られており、自宅で大豆から作る人もいる。このほか砂糖を加えて乾燥させた、顆粒状のインスタント豆乳も販売されている。熱湯を加えれば、暖かく甘い豆乳となる。
豆漿は元々華北を中心に飲まれていたが、1955年に台湾台北県永和市で開店した豆漿店「世界豆漿大王」（現・新世界豆漿大王）が人気を集め、各地でチェーン展開した事によって、中華圏を代表する軽食として知られるようになった。
中国と台湾には黒豆の豆乳もある。黒豆を用いた豆乳は、日本でも製品化・販売されている。香港では、「ビタソイ」という商品名の豆乳がガラス瓶入りで売られて人気があったが、現在は紙パック入りの方が主流となり、瓶入りを扱う店は減っている。